# Смит, Элмо
Элмо Эверетт Смит (англ.  Elmo Everett Smith; 19 ноября 1909, Гранд-Джанкшен, штат Колорадо — 15 июля 1968, Олбани, штат Орегон) — американский политик, 27-й губернатор Орегона в 1956—1957 годах. Член Республиканской партии.

## Ранняя жизнь
Смит родился 19 ноября 1909 года в Гранд-Джанкшен, штат Колорадо. В возрасте десяти лет умерла его мать, а в тринадцать лет умер его отец, оставив маленького Элмо сиротой. Его отправили жить к дяде на ранчо недалеко от Уайлдера, штат Айдахо. Он поддерживал себя финансово, получая образование в Колледже Айдахо в Колдуэлле. В 1932 году Смит получил степень бакалавра искусств и переехал в соседний город Онтарио, штат Орегон.
В Онтарио Смит начал долгую и успешную карьеру в газетном бизнесе. В год своего приезда в город Смит руководил газетой «Ontario Argus», а в 1936 году основал «Ontario Observer». Как владелец и издатель газеты, он начал набирать популярность в обществе и занялся политикой.
В 1940 году жители Онтарио избрали Смита мэром города, а в 1942 году он был избран на второй срок. В 1943 году он ушел в отставку, чтобы во время Второй мировой войны поступить в военно-морской флот США.
Смит служил на Тихоокеанском театре военных действий, получил звание лейтенанта. Он пилотировал транспортные самолеты, а позже командовал авиационной базой в южной части Тихого океана. По окончании войны в 1945 году, он вернулся к гражданской жизни.
По возвращении в Онтарио, по настоянию граждан Смит вернулся в мэрию. Он продолжал управлять своими газетными холдингами, купил «John Day Blue Mountain Eagle» и проявил интерес к «The Madras Pioneer». В 1948 году избиратели в округах Грант, Малур и Харни избрали его представителем региона в сенате штата.

## Президент Сената штата Орегон
Сенатор штата Смит противостоял влиятельным лобби грузоперевозчиков и мощной лесной промышленности, чтобы добиться повышения налога на шоссе штата. Его поддержка транспортных проектов позволила ему в 1952 году возглавить Сенатский комитет по дорогам и автомагистралям, а в 1955 году он был избран президентом Сената.

## Губернатор
После неожиданной смерти 31 января 1956 году губернатора Пола Л. Паттерсона президент Сената Элмо Смит стал новым губернатором.
Его администрация успешно увеличила расходы на государственное образование, сформировала комиссию по проблемам старения и присоединилась к консорциуму гидроэнергетики с тремя штатами. Он занимал консервативную позицию по финансами государства.
Губернатор Смит создал Комиссию по безопасности дорожного движения штата Орегон — нового координирующего агентства, в состав которого входили главы государственных департаментов, непосредственно занимающихся предотвращением дорожно-транспортных происшествий. Смит также помог создать Совет по водным ресурсам — агентство, которое сегодня управляет и регулирует водные ресурсы штата Орегон.
Выиграв республиканскую кандидатуру на пост губернатора, Смит потерпел поражение в своей попытке получить пост губернатора самостоятельно, чтобы завершить последние 2 года срока Паттерсона. Роберт Д. Холмс, его соперник от Демократической партии, с незначительным отрывом сумел одержать победу в губернаторской гонке 1956 года.

## Последние годы
Покинув Сейлем, Смит сконцентрировался на своей газетной империи, купив несколько еженедельных газет и «Albany Democrat-Herald», его крупнейшее приобретение. В конце концов он переехал в Олбани, чтобы лучше управлять делами «Democrat-Herald».
Смит вернулся в политику, подав заявку на место в Сенате Соединенных Штатов, освободившееся после смерти Ричарда Нойбергера в 1960 году. Смит проиграл эту гонку Морин Нойбергер, вдове сенатора. В 1964 году Смиту не удалось баллотироваться на пост национального председателя Республиканской партии. Его последняя попытка занять выборную должность — председательство в Республиканской партии штата Орегон — оказалась успешной.

## Смерть и наследие
Смит умер от рака 15 июля 1968 года в Олбани в возрасте 58 лет; похоронен в мавзолее Willamette Memorial Park.
Сын Смита, Деннис Алан «Денни» Смит, с 1981 по 1991 год представлял Орегон в Конгрессе США и был кандидатом от республиканцев на пост губернатора Орегона в 1994 году.